# Coelioxys barkeri
Coelioxys barkeri is een vliesvleugelig insect uit de familie Megachilidae. De wetenschappelijke naam van de soort is voor het eerst geldig gepubliceerd in 1920 door Cockerell.
De diersoort komt voor in Zimbabwe.